# Luật Cơ bản Hồng Kông
Luật Cơ bản Đặc khu hành chính Hồng Kông thuộc Cộng hòa Nhân dân Trung Hoa là một đạo luật quốc gia của Trung Quốc, quy định về tổ chức chính quyền Hồng Kông gồm chín chương, 160 điều và ba phụ lục. Đạo luật được ban hành căn cứ Hiến pháp Trung Quốc để thi hành Phụ lục I của Tuyên bố chung Trung-Anh.:91
Luật Cơ bản được Đại hội Đại biểu Nhân dân Toàn quốc thông qua vào ngày 4 tháng 4 năm 1990, có hiệu lực từ ngày 1 tháng 7 năm 1997 khi chủ quyền Hồng Kông được chuyển giao từ Anh cho Trung Quốc. Đạo luật thay thế Chuyên lợi Tín kiện và Chỉ thị Hoàng gia, là hai văn bản hiến pháp của Hồng Kông trong thời kỳ thuộc địa.
Được soạn thảo trên cơ sở của Tuyên bố chung Trung-Anh, Luật Cơ bản quy định các chính sách cơ bản của Trung Quốc đối với Hồng Kông, bao gồm nguyên tắc "một quốc gia, hai chế độ", tức là chế độ chính trị, kinh tế xã hội chủ nghĩa ở Trung Quốc đại lục sẽ không được áp dụng tại Hồng Kông cho đến năm 2047, Hồng Kông được duy trì chế độ tư bản. Luật Cơ bản cũng quy định các cơ sở của luật pháp, mối quan hệ giữa Hồng Kông và Quốc vụ viện, quyền, nghĩa vụ của cư dân Hồng Kông và các cơ quan chính quyền địa phương.

## Lịch sử
Sớm sau khi Tuyên bố chung Trung-Anh được ký kết, Đại hội đại biểu Nhân dân toàn quốc thành lập Ủy ban dự thảo Luật Cơ bản vào năm 1985,:444 có nhiệm vụ soạn thảo Luật Cơ bản, nhằm chuẩn bị cơ sở chuyển giao chủ quyền Hồng Kông từ Anh cho Trung Quốc. Tháng 6 năm 1985, Ủy ban Thường vụ phê chuẩn danh sách ủy viên Ủy ban dự thảo, gồm 36 ủy viên từ Trung Quốc và 23 ủy viên từ Hồng Kông,:444 chủ nhiệm ủy ban là nhà ngoại giao Trung Quốc Cơ Bằng Phi; 12 trong 23 ủy viên Hồng Kông có quan hệ với ngành kinh doanh, công nghiệp của Hồng Kông.:11:444
Trong cùng năm, Ủy ban Tư vấn Luật Cơ bản được thành lập, gồm các lãnh đạo Hồng Kông, có nhiệm vụ lấy ý kiến ở Hồng Kông về dự thảo Luật Cơ bản. Giống như Ủy ban soạn thảo, thành phần Ủy ban tư vấn chủ yếu là giới tinh anh kinh doanh và chuyên gia của Hồng Kông.:174
Dự thảo đầu tiên được công bố vào tháng 4 năm 1998 để lấy ý kiến dư luận trong khoảng thời gian năm tháng. Dự thảo thứ hai được công bố vào tháng 2 năm 1989 và thời kỳ lấy ý kiến dư luận kết thúc vào tháng 10. Ngày 4 tháng 4 năm 1990, Luật Cơ bản và  thiết kế khu kỳ, khu huy của Hồng Kông được Đại hội đại biểu Nhân dân toàn quốc thông qua.
Ngày 4 tháng 6 năm 1989, Lý Trụ Minh cùng Ti Đồ Hoa là hai ủy viên Ủy ban dự thảo duy nhất đại diện cho phe dân chủ tuyên bố ngừng tham gia ủy ban sau sự kiện Thiên An Môn.:23 Tháng 9 năm 1989, ông Minh quyết định quay trở lại theo yêu cầu nhiều người ở Hồng Kông:23 nhưng bị chính phủ trung ương miễn nhiệm vào tháng 10 vì "có hành vi chống phá nhà nước".:15 Trước đó, Minh và Hoa đã công khai ủng hộ các nhà hoạt động sinh viên ở Bắc Kinh và đã lãnh đạo Liên minh Ủng hộ Phong trào Dân chủ Yêu nước Thị dân Hồng Kông, một tổ chức then chốt trong việc giúp đỡ giới bất đồng chính kiến rời khỏi Trung Quốc đại lục sau sự kiện Thiên An Môn.:131–132

## Nguyên tắc cơ bản
Các nguyên tắc của Luật Cơ bản phản ánh Tuyên ngôn Liên hợp Trung-Anh, đặt ở chương đầu. Luật Cơ bản quy định quan hệ giữa Trung Quốc và khu bán tự trị có chế độ pháp luật, chính trị khác biệt.
Điều 1 ấn định Hồng Kông là một phần Nước Cộng hòa Nhân dân Trung Hoa.
Luật Cơ bản bảo đảm Hồng Kông được mức độ tự trị cao và sở hữu quyền tư pháp độc lập, hành chính và lập pháp. Tư pháp bao gồm quyền chung thẩm, bãi bỏ việc thượng tố lên Ủy ban Tư pháp Xu mật Viện ở Anh; thay vào đó Tòa án Chung thẩm đóng vai trò tòa tối cao.
Điều 5 yêu cầu chế độ, chính sách chủ nghĩa xã hội không thi hành ở Hồng Kông và chế độ lối sống tư bản được duy trì trong 50 năm sau cuộc chuyển giao, là đến năm 2047. Thông luật, các luật công bình, điều lệ, luật phụ thuộc và luật tục về các quyền lợi đất đai nhất định ở Tân Giới có hiệu lực trước chuyển giao đều duy trì, trừ phi vi phạm Luật Cơ bản, Hội Lập pháp được tu chính.
Quyền tư hữu cũng được bảo vệ ở Hồng Kông.
Tuy Luật Cơ bản được ban hành để thực hiện "Một nước hai chế", nhưng ngày 10 tháng 6 năm 2014 Trung Quốc công bố bản báo cáo chính sách khẳng định quyền lực với Hương Cảng có ghi rằng quyền lợi Trung Quốc ("một nước" nên áp đảo tự trị hiến định của Hồng Kông ("hai chế"), dẫn đến nhiều cư dân chỉ trích rằng lãnh đạo cộng sản đang hủy hoại Điều 8 Luật Cơ bản khi nuốt lời hứa tuân theo chính sách cho phép Hồng Kông được dân chủ tự trị theo chủ quyền Bắc Kinh.

## Tự trị Hương Cảng, chủ quyền Trung Quốc

### Quan hệ với Quốc vụ Viện
Điều 22 quy định các bộ của Quốc vụ Viện và các cơ quan cấp dưới không thể can thiệp vào công việc mà Hồng Kông có quyền xử lý độc lập theo Luật Cơ bản. Tháng 4 năm 2020 điều khoản châm ngòi cuộc tranh luận sau khi Cục Liên lạc và Cục Sự vụ Hương Áo công khai chỉ trích các nhà lập pháp thân dân chủ vì làm đình trệ cuộc bầu cử chủ tịch Ủy ban Nghị sự Hội Lập pháp; giới lập pháp dân chủ cho rằng ấy là vi phạm Điều 22 vì bình luận, Cục Liên lạc đáp lại rằng không bị Điều 22 ràng buộc, bởi đã được chính quyền trung ương phép trị lý công việc Hồng Kông và không phải là "các bộ của Quốc vụ Viện" theo định nghĩa thông thường.

### Hiệu lực của luật quốc gia
Ngoại trừ Luật Cơ bản và Hiến pháp:124 thì luật quốc gia không thi hành ở Hồng Kông, trừ phi liệt kê trong Phụ lục III và áp dụng bằng luật địa phương ban hành. Khi Hội Lập pháp thông qua luật quốc gia ở cấp địa phương thì bản địa khu thích ứng với hoàn cảnh ở Hương Cảng cho luật quốc gia được hữu hiệu hoàn toàn.:para. 18.2 Ủy ban Thường vụ có quyền thêm bớt luật vào Phụ lục III sau khi lấy ý kiến ủy ban Luật Cơ bản và chính quyền Hồng Kông, phải có quan hệ với ngoại giao, quốc phòng và các công việc nằm ngoài quyền tự trị của Hồng Kông.
Đến tháng 5 năm 2020 Phụ lục III bao gồm luật chỉ định thủ đô, quốc kỳ quốc ca quốc tịch, yêu sách lãnh thổ, miễn trừ đặc quyền ngoại giao và việc đồn trú của Nhân dân Giải phóng Quân. Tháng 5 năm 2020 Đại hội Đại biểu Nhân dân Toàn quốc công bố Ủy ban Thường vụ sẽ thông qua luật quốc an dành riêng cho Hồng Kông do biểu tình năm 2019-20 tại khu đặc chính, sẽ thêm vào Phụ lục III và ban hành mà không cần Hội Lập pháp.
Những hạn chế về thi hành luật quốc gia không áp dụng với luật ảnh hưởng chỉ một phần Hồng Kông. Năm 2018 Trạm Tây Cửu Long của Đường sắt Cao tốc Quảng-Thâm-Cảng hoàn thành, có một phần cho phép nhân viên đại lục thi hành luật Trung Quốc nhằm giảm thời gian nhập cảnh. Cùng năm việc đưa ra Tòa án Nhất thẩm, phán quyết rằng Luật Cơ bản là văn kiện linh động và có thể giải thích để đáp ứng nhu cầu hội nhập kinh tế; việc thi hành luật lệ Trung Quốc ở Hồng Kông vì mục đích hải quan, nhập cảnh và cách ly không vi phạm nguyên tắc "một nước hai chế".:para. 18.3

### Luật quốc an
Điều 23 yêu cầu Hồng Kông ban hành luật quốc an địa phương cấm phản quốc, ly khai, phiến loạn, lật đổ chống chính phủ trung ương, cướp bóc bí mật quốc gia và các tổ chức nước ngoài hoạt động chính trị tại Hương Cảng. Năm 2003 chính quyền đệ trình Dự luật Quốc an (Điều văn Lập pháp) năm 2003, gây nên biểu tình rộng lớn. Dự luật cho cảnh sát nhiều quyền lực hơn như được khám xét nhà người khủng bố tình nghi không cần lệnh. Sau khi Đảng Tự do rút sự tán thành và các cuộc biểu tình thì dự luật bỏ vô hạn.

## Quyền lợi cơ bản và nghĩa vụ
Quyền lợi cư dân Hồng Kông được chương 3 bảo đảm, Điều 39 cũng áp dụng các điều khoản của Công ước Quốc tế Quyền lợi Chính trị Công dân, Công ước Quốc tế Quyền lợi Văn hóa Xã hội Kinh tế và các công ước lao động quốc tế khác có hiệu lực ở Hồng Kông trước năm 1997. Trong khi hầu hết Công ước Quyền lợi Chính Dân đều phê chuẩn thành Điều lệ Pháp án Nhân quyền có ngôn ngữ tương đương,:527 không có luật để thi hành Công ước Quyền lợi Văn Xã Kinh.

### Quyền lợi cư dân
Mọi cư dân Hồng Kông đều bình đẳng trước pháp luật và có tự do ngôn luận, báo chí xuất bản, lập hội, hội họp, diển hành biểu tình, giao lưu, đi lại, lương tâm, tín ngưỡng tôn giáo, hôn nhân và quyền, tự do thành lập gia nhập công đoàn và đình công. Tự do cá nhân của cư dân Hương Cảng sẽ luôn bất khả xâm phạm. Cư dân Hồng Kông không thể bị tùy ý hoặc phi pháp bắt bớ, giam giữ hay cầm tù, khám xét thân thể một cách tùy tiện hoặc trái luật, tước đoạt hay hạn chế tự do cá nhân, tra tấn hoặc tước đoạt sinh mạng tùy ý hay vi pháp, đều cấm chỉ.
Cuối năm 2015 năm nhân viên tiệm sách bán sách vở, tạp chí cấm ở Trung Quốc biến mất, ít nhất hai trong khi ở đại lục, một ở Thái Lan; một người lần cuối thấy ở Hồng Kông trước khi tái xuất ở Thâm Quyến mà không có giấy tờ đi lại cần thiết. Dù phản ứng với các vụ mất tích tháng 10 lặng thinh—biến mất vô lý và giam giữ hành chính dài hạn không lạ gì ở đại lục— sự biến mất vô tiền của một người từ Hồng Kông cùng các sự kiện kì quái xung quanh lay chuyển thành phố và kết tinh mối lo ngại quốc tế về khả năng các nhân viên cục công an bắt cóc cư dân Hương Cảng và cưỡng bách dẫn độ, vi phạm vài điều khoản Luật Cơ bản cùng nguyên tắc "một nước hai chế". Nghi vấn lan rộng năm người bị giam ở đại lục sau được chứng minh bằng các đoạn phim "tự thú" nghi là dàn dựng cùng lời khẳng định họ ở lại Trung Quốc tự nguyện. Tháng 6 năm 2016 một trong năm người Lâm Vinh Cơ tiết lộ trong cuộc họp báo kịch tích ông cùng người khác đã bị giữ trái lệ và Lee Po đúng là đã bị bắt cóc trái luật từ Hương Cảng, tất cả do "Đội Điều tra Trung ương" mờ ám ("中央專案組" hoặc "中央調查組").
Điều 95 ấn định hỗ trợ tư pháp giữa Hồng Kông và Trung Quốc, nhưng các vấn đề nghiêm trọng như tử hình vẫn cản trở sự đồng ý về dẫn độ. Ngoài ra thì chính quyền Hương Cảng đã nêu Điều 6, 7 Bộ Hình luật Trung Quốc không cho Hồng Kông thẩm quyền duy nhất về hình sự, đặc biệt khi phạm tội bên kia biên giới Khu Đặc chính hoặc tỉnh. Sự thái hiện tại là Hồng Kông sẽ yêu cầu trả cư dân đã phạm tội tại Hương Cảng, sau bị bắt ở đại lục, còn dân đại lục phạm tội ở Hồng Kông và trốn về Trung Quốc thì xử ở Trung Quốc; trong các trường hợp thẩm quyền chung Quốc vụ Viện đã yêu cầu xét xử ở Trung Quốc. Các nhân vật có tiếng như giáo sư Trần Hoằng Nghị và chủ tịch ban thẩm phán Hương Cảng của Ủy ban Pháp học gia Quốc tế Lý Chí Hỷ cảm thấy tình hình có hậu quả hệ trọng cho độc lập tư pháp ở Hồng Kông.

### Quyền lợi chính trị
Cư dân thường trú Hồng Kông có quyền bầu cử, ứng cử theo pháp luật.
Chế độ phổ tuyển cho bầu cử Trưởng quan Hành chính năm 2007 và mọi ghế Hội Lập pháp năm 2008 không bị trừ theo Điều 45 và 68 Luật Cơ bản. Các chính khách, chuyên gia pháp lý thân Bắc Kinh ở đại lục cho rằng sẽ vi pham "nguyên tắc tiến bộ dần dần có trật tự" và yêu cầu "theo hoàn cảnh thật sự" trong hai Điều 45, 68. Cuối cùng ngày 26 tháng 4 năm 2004 Ủy ban Thường vụ giải thích Luật Cơ bản giải quyết tranh chấp, loại trừ khả năng phổ tuyển cho năm 2007 và 2008.

## Ngoại sự
Tuy chính phủ trung ương phụ trách ngoại giao quốc phòng, nhưng Hồng Kông được tham gia các tổ chức, hội nghị quốc tề về những lĩnh vực nhất định giới hạn với quốc gia và trực tiếp tác dụng Khu Đặc chính, theo tư cách mà Trung Quốc và các tổ chức hội nghị liên quan cho phép và được biểu đạt quan điểm bằng tên "Hương Cảng, Trung Quốc". Khu Đặc chính cũng được dùng tên ấy mà tham gia các tổ chức, hội nghị không giới hạn với quốc gia. Tự mình Hồng Kông có thế duy trì, phát triển mối quan hệ và ký kết hiệp ước với các khu vực, nước ngoài và các tổ chức quốc tế liên quan về các lĩnh vực thích hợp, bao gồm kinh tế, buôn bán, tài chính và tiền tệ, vận tải, thông giao, du lịch, văn hóa và thể thao (Điều 13-14, 150-157).

## Giải thích
Luật Cơ bản, Ủy ban Thường vụ có quyền giải thích, tư pháp Hồng Kông trong khi xét xử. Tính đến ngày 7 tháng 11 năm 2016 Ủy ban đã giải thích Luật Cơ bản năm lần.
Trong năm giải thích tới nay chỉ một do Tòa án Chung thẩm yêu cầu, là trong vụ năm 2011 Democratic Republic of Congo v FG Hemisphere Associates LLC và khẳng định thẩm quyền của tư pháp Hồng Kông về hành vi quốc gia, trong các việc khác. Chính phủ Hồng Kông yêu cầu Ủy ban Thường vụ giải thích hai lần các điều khoản Luật Cơ bản về quyền cư trú và nhiệm kỳ Đặc thủ mới năm 1999 và 2005. Ủy ban cũng đã tự mình giải thích Luật Cơ bản trong hai trường hợp, đầu tiên năm 2004 về sửa đổi cách bầu cử Đặc thủ và Hội Lập pháp cho năm 2007 và 2008, thứ hai tháng 11 năm 2016 về các điều kiện tuyên thệ, khẳng định hợp pháp thực chất ấn định ở Điều 104 Luật Cơ bản
Giải thích của Ủy ban Thường vụ không hồi tố, tức các vụ việc đã xét xử rồi đều không bị ảnh hưởng.

### Nguyên tắc pháp luật
Các nguyên tắc cơ bản cho giải thích Luật Cơ bản có ở án lệ pháp và Điều 158, theo đoạn 1 thì Ủy ban Thường vụ có quyền giải thích cuối cùng, hợp với quyền thông thường giải thích luật quốc gia Trung Quốc ấn định tại Điều 67(4) Hiến pháp Trung Quốc.:222 Trước khi giải thích ủy ban phải lấy ý kiến của tiểu ban là Ủy ban Luật Cơ bản Khu Đặc chính Hương Cảng.
Tư pháp Hồng Kông cũng được giải thích Luật Cơ bản khi xét xử tố tụng nếu các điều khoản nằm trong tự trị của Khu Đặc chính, cũng có thể giải thích các điều khoản về trách nhiệm của Quốc vụ Viện hoặc về mối quan hệ giữa chính phủ trung ương và Hồng Kông, nếu là Tòa án Chung thẩm trong khi xét xử, giải thích sẽ ảnh hưởng phán quyết và Tòa đã xin giải thích ràng buộc từ Ủy ban Thường vụ về vấn đề.
Để quyết định có nên xin Ủy ban Thường vụ giải thích hay không Tòa án Chung thẩm dùng phương pháp hai giai đoạn dựa trên Điều 158(3), hoạch định trong vụ Ng Ka Ling v Director of Immigration. Bước đầu tiên quan hệ với "điều kiện phân loại", thỏa mãn nếu điều khoản phải giải thích là về hoặc công việc thuộc trách nhiệm Quốc vụ Viện hoặc quan hệ giữa chính phủ trung ương và Hồng Kông;:32–33 những điều khoản này là "loại trừ", tức Tòa Chung thẩm không có quyền giải thích. Khi điều khoản loại trừ giúp tư pháp phân tích điều không loại trừ thì Tòa Chung thẩm không phải xin Ủy ban Thường vụ giải đáp mà dùng "kiểm tra chủ yếu", tòa coi xem điều khoản nào là quan trọng cần phải giải thích trong phiên toà hiện tại.:33 Bước thứ hai là về "điều kiện cần thiết", thỏa mãn nếu tòa cần điều khoản loại trừ phải được giải thích và lời giải đáp sẽ ảnh hưởng phán quyết về vụ kiện.:30-31
Tư pháp Hồng Kông dùng phương pháp mục đích để giải thích Luật Cơ bản. Bởi pháp chế Hương Cảng tách biệt khỏi đại lục nên tòa án phải theo thông luật mà đưa ra giải đáp,:222 phân tích ngôn ngữ của Luật Cơ bản nhằm xem xét bối cảnh, mục đích của điều khoản bằng cách tìm ý định lập pháp,:223-224 nhưng chỉ ý định của nhà lập pháp thì không phải là ý định lập pháp.:223 Những điểm tối nghĩa được giải quyết khi coi các nguyên tắc, mục tiêu của Hiến pháp Trung Quốc và các tài liệu khác.:28 Dù vậy nhưng tòa án coi Luật Cơ bản là "văn kiện linh động" thích ứng với nhu cầu, hoàn cảnh thay đổi.:28:125 Tuy tư pháp có cân nhắc bối cảnh lịch sử của Luật Cơ bản, nhưng cũng xem xét "thật tế lịch sử, chính trị và xã hội mới".:563

### Tranh chấp do giải thích
Giải thích của tư pháp Hồng Kông và Ủy ban Thường vụ lôi thôi về mặt chính trị. Trần Hoằng Nghị đã nhận định các giải thích của Ủy ban là "nguyên nhân chính của tranh chấp hiến pháp" kể từ cuộc chuyển giao.:632
Quyền hành hiến định của tư pháp Hồng Kông tranh lần đầu tiên trong vụ HKSAR v Ma Wai Kwan, Tòa án Chung thẩm xử 28 ngày sau cuộc chuyển giao. Nguyên cáo cho rằng Hội Lập pháp Lâm thời thành lập đơn phương trước chuyển giao là vi pháp và mọi luật của cơ quan là vô hiệu. Tòa bác bỏ luận điểm, viện lý do là do tư cách tòa án địa phương nên không có quyền xem xét hành vi của cơ quan chủ quyền;:633 Điều 19 Luật Cơ bản không khuếch trương quyền tư pháp, trong thời kỳ thuộc địa tòa không có quyền xem xét, sau cuộc chuyển giao không có cơ sở gì để thẩm tra. Tuy thẩm phán Lê Thủ Luật đồng ý với phán quyết đa số, nhưng hoài nghi trật tự hiến pháp của Trung Quốc có tương đồng với Anh hay không, nhận xét rằng Hiến pháp Trung Quốc không được xem xét kĩ trong phiên tòa.:352–353 Trần Văn Mẫn bình luận việc thiếu quyền thẩm tra hành vi Quốc hội phản ánh bá quyền lập pháp là học thuyết gốc ở hiến chế bất thành văn,:376 nhưng vì Trung Quốc có hiến pháp thành văn cộng với Luật Cơ bản quy định quan hệ giữa Hồng Kông và chính phủ trung ương khác với Chuyên lợi Tín kiện và Chỉ thị Hoàng gia nên ngờ ở Hồng Kông sau năm 1997 bá quyền lập pháp còn áp dụng hoàn toàn hay không.:377
Trong vụ Ng Ka Ling Tòa án Chung thẩm cố khẳng định có quyền xem xét hành vi của Đại hội Đại biểu Nhân dân Toàn quốc hoặc Ủy ban Thường vụ coi có hợp với Luật Cơ bản hay không.:635
Chính phủ Hồng Kông sau xin Ủy ban Thường vụ giải thích Điều 22 và 24 để phòng ngừa hơn một triệu dân nhập cư đại lục (theo ước tính chính phủ) đổ vào Khu Đặc chính, gây nên tranh luận về độc lập tư pháp ở Hồng Kông

## Tu chính
Luật Cơ bản chưa bao giờ được tu chính.
Điều 159 ấn định thủ tục tu chính, trao quyền cho Đại hội Đại biểu Nhân dân Toàn quốc. Tu chính án, hoặc Ủy ban Thường vụ, hoặc Quốc vụ Viện hoặc Hồng Kông có quyền đệ trình. Đối với Hồng Kông thì trước tiên phải có hai phần ba Hội Lập pháp, hai phần ba số đại biểu Hồng Kông ở Đại hội Đại biểu cùng Đặc thủ Hồng Kông tán thành. Mọi đề nghị Ủy ban Luật Cơ bản Khu Đặc chính Hương Cảng phải xem xét, và không tu chính án nào được "vi phạm chính sách cơ bản tiền định của Nước Cộng hòa Nhân dân Trung Hoa về Hồng Kông".